# Boxe nos Jogos Olímpicos de Verão de 1960
O boxe nos Jogos Olímpicos de Verão de 1960 foi realizado em Roma, na Itália, com dez eventos disputados.
Nesses Jogos, o então desconhecido pugilista Cassius Marcellus Clay Jr. conquistou a medalha de ouro na categoria meio-pesado. Mais tarde viria a se tornar o maior pugilista peso-pesado de todos os tempos, conhecido como Muhammad Ali.

## Eventos do boxe
Masculino: Peso mosca | Peso galo | Peso pena | Peso leve | Peso meio-médio-ligeiro | Peso meio-médio | Peso super-médio | Peso médio | Peso meio-pesado | Peso pesado

## Peso mosca (até 51kg)
| Pos. | País                  | Atletas               |
| ---- | --------------------- | --------------------- |
|      | Hungria (HUN)         | Gyula Török           |
|      | União Soviética (URS) | Sergei Sivko          |
|      | Japão (JPN)           | Kiyoshi Tanabe        |
|      | Egito (EGY)           | Abdelmoneim El-Guindi |

## Peso galo (até 54kg)
| Pos. | País                  | Atletas         |
| ---- | --------------------- | --------------- |
|      | União Soviética (URS) | Oleg Grigoryev  |
|      | Itália (ITA)          | Primo Zamparini |
|      | Polônia (POL)         | Brunon Bendig   |
|      | Austrália (AUS)       | Oliver Taylor   |

## Peso pena (até 57kg)
| Pos. | País                | Atletas         |
| ---- | ------------------- | --------------- |
|      | Itália (ITA)        | Francesco Musso |
|      | Polônia (POL)       | Jerzy Adamski   |
|      | África do Sul (RSA) | William Meyers  |
|      | Finlândia (FIN)     | Jorma Limmonen  |

## Peso leve (até 60kg)
| Pos. | País               | Atletas            |
| ---- | ------------------ | ------------------ |
|      | Polônia (POL)      | Kazimierz Paździor |
|      | Itália (ITA)       | Sandro Lopopolo    |
|      | Argentina (ARG)    | Abel Laudonio      |
|      | Grã-Bretanha (GBR) | Richard McTaggart  |

## Peso meio-médio-ligeiro (até 63,5kg)
| Pos. | País                 | Atletas         |
| ---- | -------------------- | --------------- |
|      | Checoslováquia (TCH) | Bohumil Nemeček |
|      | Gana (GHA)           | Clement Quartey |
|      | Estados Unidos (USA) | Quincey Daniels |
|      | Polônia (POL)        | Marian Kasprzyk |

## Peso meio-médio (até 67kg)
| Pos. | País                  | Atletas            |
| ---- | --------------------- | ------------------ |
|      | Itália (ITA)          | Giovanni Benvenuti |
|      | União Soviética (URS) | Yuri Radonyak      |
|      | Polônia (POL)         | Leszek Drogosz     |
|      | Grã-Bretanha (GBR)    | James Lloyd        |

## Peso super-médio (até 71kg)
| Pos. | País                  | Atletas         |
| ---- | --------------------- | --------------- |
|      | Estados Unidos (USA)  | Wilbert McClure |
|      | Itália (ITA)          | Carmelo Bossi   |
|      | Grã-Bretanha (GBR)    | William Fisher  |
|      | União Soviética (URS) | Boris Lagutin   |

## Peso médio (até 75kg)
| Pos. | País                  | Atletas          |
| ---- | --------------------- | ---------------- |
|      | Estados Unidos (USA)  | Edward Crook Jr. |
|      | Polônia (POL)         | Tadeusz Walasek  |
|      | União Soviética (URS) | Yevgeni Feofanov |
|      | Romênia (ROM)         | Ion Monea        |

## Peso meio-pesado (até 81kg)
| Pos. | País                 | Atletas                |
| ---- | -------------------- | ---------------------- |
|      | Estados Unidos (USA) | Cassius Clay           |
|      | Polônia (POL)        | Zbigniew Pietrzykowski |
|      | Austrália (AUS)      | Anthony Madigan        |
|      | Itália (ITA)         | Giulio Saraudi         |

## Peso pesado (+ 81kg)
| Pos. | País                     | Atletas              |
| ---- | ------------------------ | -------------------- |
|      | Itália (ITA)             | Francesco de Piccoli |
|      | África do Sul (RSA)      | Daniel Bekker        |
|      | Checoslováquia (TCH)     | Josef Nemec          |
|      | Equipe Alemã Unida (EUA) | Günter Siegmund      |

## Quadro de medalhas do boxe
| Ordem | País                   | Medalha de ouro | Medalha de prata | Medalha de bronze | Total |
| ----- | ---------------------- | --------------- | ---------------- | ----------------- | ----- |
| 1     | ITA Itália             | 3               | 3                | 1                 | 7     |
| 2     | USA Estados Unidos     | 3               | 0                | 1                 | 4     |
| 3     | POL Polônia            | 1               | 3                | 3                 | 7     |
| 4     | URS União Soviética    | 1               | 2                | 2                 | 5     |
| 5     | TCH Checoslováquia     | 1               | 0                | 1                 | 2     |
| 6     | HUN Hungria            | 1               | 0                | 0                 | 1     |
| 7     | RSA África do Sul      | 0               | 1                | 1                 | 2     |
| 8     | GHA Gana               | 0               | 1                | 0                 | 1     |
| 9     | GBR Grã-Bretanha       | 0               | 0                | 3                 | 3     |
| 10    | AUS Austrália          | 0               | 0                | 2                 | 2     |
| 11    | ARG Argentina          | 0               | 0                | 1                 | 1     |
| 11    | EGY Egito              | 0               | 0                | 1                 | 1     |
| 11    | EUA Equipe Alemã Unida | 0               | 0                | 1                 | 1     |
| 11    | FIN Finlândia          | 0               | 0                | 1                 | 1     |
| 11    | JPN Japão              | 0               | 0                | 1                 | 1     |
| 11    | ROM Romênia            | 0               | 0                | 1                 | 1     |